# Зірки Індії (фільм)
«Зірки Індії» (англ. The Star of India) — американська драма режисера Герберта Блаше 1913 року.

## Сюжет
Безцінний алмаз, викрадений британським аташе з статуї Будди, приносить нещастя всім, хто володіє ним.

## У ролях
- Фрауні Фраутгольц — капітан Кеннет
- Клер Вітні — дружина капітана Кеннета
- Ендрю А. Роджерс — індус слуга
- Джозеф Леверінг — Річард Дейр
- Фред Інгліш — Каррік
- Джеймс О'Нілл
- Теодор Бергхардт
- Вільям Бойд
- Гарольд Бейкер